# Сафонова, Екатерина Петровна
Екатерина Петровна Сафонова (9 ноября 1995, Москва) — российская профессиональная баскетболистка, играющая на позиции разыгрывающего защитника. Мастер спорта России.

## Карьера
Воспитанница московского баскетбола. Первый тренер — Ольга Евгеньевна Афанасьева. Долгое время выступала в Премьер-Лиге за МБА и московского «Динамо». С первой командой доходила до финала Кубка России. Всего в элите провела около ста матчей.
Также за свою карьеру Сафонова играла за «Самару», с которой пробилась в Суперлигу-1. В июле 2023 года перешла в ивановскую «Энергию». После окончания сезона 2023/24 вместе с Софией Буториной, Викторией Дорофеевой и Валерией Петровой не остались в стане оранжево-черных.

### В сборной
Сафонова регулярно вызывалась в сборные страны по разным возрастам. Участница нескольких Первенств Европы до 16 и до 18 лет, а также Чемпионата мира до 19 лет 2013 года в Литве.
В 2012 году разыгрывающая вместе с россиянками стала серебряным призером Первенства Европы до 18 лет в румынском Бухаресте. В 2017 году в составе студенческой сборной России заняла четвертое место на Летней Универсиаде в Тайбэе.

## Достижения

### Национальные
- Финалистка Кубка России (1): 2017/18.
- Серебряный призер Суперлиги-1 (1): 2015/16.
- Бронзовый призер Суперлиги-1 (1): 2016/17.
- Чемпионка Суперлиги-2 (1): 2019/20.
- Бронзовый призер Кубка Д.Я. Берлина (1): 2024[7].

### Международные
- Серебряный призер Первенства Европы до 18 лет (1): 2012.

## Увлечения
Екатерина Сафонова окончила музыкальную школу и хорошо играет на баяне.